# Changed the Way You Kiss Me
Changed the Way You Kiss Me is een nummer van de Britse artiest Example van zijn derde studioalbum Playing in the Shadows. Het nummer werd uitgebracht op 5 juni 2011 als Lead single van het album, nadat het nummer in première ging bij het radioprogramma van Zane Lowe op BBC Radio 1 op 24 maart. Het door Trance beïnvloede nummer werd geschreven door Example samen met Michael Woods, die het ook produceerde.

## Muziekvideo
Een muziekvideo voor het nummer werd op 21 april 2011 geüpload op YouTube. De video bevat fans die aanwezig zijn bij een concert van Example in de Ministry of Sound club in Londen.

## Lijst van nummers
| Nr. | Titel                                                         | Duur |
| --- | ------------------------------------------------------------- | ---- |
| 1.  | Changed the way you kiss me (radioversie)                     | 3:15 |
| 2.  | Changed the way you kiss me (extended mix)                    | 5:30 |
| 3.  | Changed the way you kiss me (Steve Smart & Westfunk Club mix) | 5:34 |
| 4.  | Changed the way you kiss me (Tom Starr remix)                 | 5:24 |
| 5.  | Changed the way you kiss me (Mensah remix)                    | 5:34 |

## Hitnotering

### VlaamseUltratop 50
| Hitnotering: 03-09-2011 t/m 01-10-2011 | Hitnotering: 03-09-2011 t/m 01-10-2011 | Hitnotering: 03-09-2011 t/m 01-10-2011 | Hitnotering: 03-09-2011 t/m 01-10-2011 | Hitnotering: 03-09-2011 t/m 01-10-2011 | Hitnotering: 03-09-2011 t/m 01-10-2011 | Hitnotering: 03-09-2011 t/m 01-10-2011 |
| Week:                                  | 1                                      | 2                                      | 3                                      | 4                                      | 5                                      |                                        |
| -------------------------------------- | -------------------------------------- | -------------------------------------- | -------------------------------------- | -------------------------------------- | -------------------------------------- | -------------------------------------- |
| Positie:                               | 45                                     | 40                                     | 37                                     | 42                                     | 48                                     | uit                                    |